# آکیرا کوروساوا
آکیرا کوروساوا (به ژاپنی: 黒澤 明؛ ۲۳ مارس ۱۹۱۰ – ۶ سپتامبر ۱۹۹۸) کارگردان، نویسنده و تهیه‌کننده ژاپنی بود. وی یکی از تأثیرگذارترین و مهم‌ترین فیلم‌سازان تاریخ سینما شناخته می‌شود. او در طول زندگی حرفه‌ای ۵۷ ساله‌اش، ۳۰ فیلم ساخت.
کوروساوا در سال ۱۹۳۶ وارد صنعت فیلمسازی ژاپن شد. بعد از سالها کار به عنوان دستیار کارگردان و فیلم‌نامه‌نویس در طول جنگ جهانی دوم اولین فیلم اکشن محبوب خود را با نام افسانه جودو (سانشیرو سوگوتا) ساخت. بعد از پایان جنگ فیلم فرشته مست را ساخت که مورد تحسین منتقدان قرار گرفت، در این فیلم کوروساوا از ۱۰ بازیگر ناشناخته استفاده کرد. توشیرو میفونه که در این فیلم به عنوان نقش اصلی بازی کرد از کوروساوا به عنوان یکی از مهم‌ترین فیلمسازان جوان ژاپن یاد کرد. این دو مرد در آینده در ۱۵ فیلم دیگر با هم همکاری کردند.
راشومون (۱۹۵۰) برنده شیر طلایی در جشنواره فیلم ونیز شد. موفقیت تجاری و هنری این فیلم، بازارهای فیلم غربی را برای نخستین بار به روی محصولات صنعت فیلم ژاپن گشود، که به نوبه خود باعث شهرت بین‌المللی دیگر فیلم‌سازان ژاپنی شد. کوروساوا در طول دههٔ ۱۹۵۰ و اوایل دههٔ ۱۹۶۰ هر سال تقریباً یک فیلم کارگردانی کرد، از جمله تعدادی فیلم بسیار مورد توجه (و اغلب اقتباس شده) مانند زیستن (۱۹۵۲)، هفت سامورایی (۱۹۵۴)، سریر خون (۱۹۵۷)، یوجیمبو (۱۹۶۱) و بهشت و دوزخ (۱۹۶۳). پس از دهه ۱۹۶۰ او کم‌کارتر شد. با این حال، کارهای بعدی او—از جمله دو فیلم آخرش، کاگه‌موشا (۱۹۸۰) و آشوب (۱۹۸۵)—همچنان مورد تحسین قرار گرفتند.
کوروساوا در سال ۱۹۹۰ جایزه اسکار یک عمر دستاورد هنری را دریافت کرد. او پس از مرگ از سوی مجله ایژن‌ویک و سی‌ان‌ان به عنوان «آسیایی قرن» در رده «هنر، ادبیات و فرهنگ» معرفی شد و از او به‌عنوان یکی از پنج فردی که بیشترین سهم را در بهبود آسیا در سدهٔ بیستم داشتند، یاد شد. حرفهٔ او در بسیاری از مطالعات مروری و انتقادی و زندگی‌نامه‌ها مورد تقدیر قرار گرفته است.

## سرگذشت
آکیرا کوروساوا در ۲۳ مارس ۱۹۱۰ در حومه توکیو به دنیا آمد. او آخرین فرزند خانواده‌ای پرجمعیت بود، اما وقتی کوروساوا به جوانی رسید، بیشتر اعضای خانواده مرده بودند و خانواده کوچک شده بود.
پدر کوروساوا مدیر دبیرستانی وابسته به ارتش ژاپن بود و با درایت و انضباطی سختگیرانه فرزندان خود را تربیت می‌کرد. پدر در عین حال به سینما علاقه‌مند بود و غالباً فرزندان خود را با خود به سینما می‌برد.

### ترک خانه پدری
کوروساوا در هفده‌سالگی خانه پدر را ترک کرد و به دنبال حرفهٔ نقاشی رفت. او در توکیو در محله تفریحات «شبانه»، با برادر بزرگترش هی‌گو هم‌خانه شد. این برادر با عالم هنر محشور بود و زندگی بی‌قیدی داشت. در کنار او آکیرا با سینما و ادبیات و هنرهای نمایشی ژاپن آشنا شد.
هی‌گو در سالن‌های سینما «راوی» شده بود. در زمان سینمای صامت، یک «راوی» کنار اکران فیلم، رو به تماشاگران می‌ایستاد، ماجراها و گفتارهای فیلم را برای تماشاگران تعریف می‌کرد، تا آن‌ها راحت‌تر داستان فیلم را دنبال کنند. با رشد فنی سینما و رواج فیلم‌های ناطق، این حرفه به خطر افتاد، و راویان سینماها بیکار شدند. هی‌گو از درد و غصه خودکشی کرد.
زمانی که کوروساوا به سن جوانی رسید، سه برادر او به کام مرگ فرورفته بودند. پس از مرگ هی‌گو، کوروساوا نقاشی را رها کرد، به استودیوهای تولید فیلم رفت و تقاضای کار کرد. او را به عنوان دستیار کاجیرو یاماموتو، از فیلمسازان صاحب‌نام روزگار، به کار گرفتند.
کوروساوا فراوان مطالعه می‌کرد و ذوق ادبی داشت. او با نیرو و تلاشی خستگی‌ناپذیر به نوشتن فیلمنامه پرداخت و تا سال ۱۹۴۳ برای حدود ۵۰ فیلم سناریو نوشت.
کوروساوا رضایت تهیه‌کنندگان را جلب کرد و در سال ۱۹۴۳ موفق شد اولین فیلم خود را به نام «داستان جودو» کارگردانی کند. این فیلم او را به عنوان کارگردانی بااستعداد در سینمای ژاپن مطرح کرد. پس از جنگ و اشغال کشور توسط نیروهای آمریکایی، صنعت سینمای ژاپن دگرگون شد، اما کوروساوا توانست به کار خود ادامه دهد.

### راشومون نقطه عطف
تا پیش از راشومون (۱۹۵۱) کوروساوا یازده فیلم سینمایی کارگردانی کرده بود، اما با این فیلم بود که نگاه‌ها را در سراسر جهان خیره کرد. این فیلم تحولی بود بنیادین نه فقط در کار کوروساوا، برای سینمای ژاپن که تا آن زمان در غرب چندان شناخته شده نبود. نمایش این فیلم در جشنواره سینمایی ونیز بی‌تردید رویدادی تعیین‌کننده بود. فیلم جایزه «شیر طلایی» فستیوال را برنده شد.
با راشومون تماشاگران غربی از کمال فنی و قدرت بیان فیلمی از ژاپن شگفت‌زده شدند. بسیاری از سینمادوستان برای نخستین بار دریافتند که در ژاپن صنعت سینمایی توانا و مجهز وجود دارد که اینک بزرگ‌ترین چهره آن آکیرا کوروساوا است.
راشومون یک داستان قدیمی را با فرم روایتی پیچیده و چندلایه روایت می‌کند، بدون آن که لحظه‌ای به پراکندگی دچار شود. چفت و بست فیلم محکم، صحنه‌های آن همبسته و ترکیب نهایی آن بی‌نهایت منسجم است. فیلم با زبانی کاملاً تصویری، از چند دیدگاه و زوایای گوناگون دربارهٔ یک قتل بی‌رحمانه گزارش می‌دهد. پس از پخش جهانی «راشومون»، سینمادوستان نه فقط در ژاپن، در سراسر جهان، برای نمایش هر فیلم کوروساوا انتظار می‌کشیدند.

## فیلم‌شناسی

### کارگردانی
- افسانه جودو ۱ (۱۹۴۳)؛ همچنین معروف است به نام (سانشیرو سوگاتا ۱)
- زیباترین (۱۹۴۴)
- افسانه جودو قسمت دوم (۱۹۴۵)؛ همچنین معروف است به نام (سانشیرو سوگاتا قسمت دوم)
- مردانی که بر دم ببر گام می‌نهند (۱۹۴۵)
- از جوانی گله‌ای نداریم (۱۹۴۶)
- آنها که فردا را می‌سازند (۱۹۴۶)
- یکشنبه‌ای فوق‌العاده (۱۹۴۷)
- فرشته مست (۱۹۴۸)
- دوئل آرام (۱۹۴۹)
- سگ ولگرد (۱۹۴۹)
- رسوایی (۱۹۵۰)
- راشومون (۱۹۵۰)
- ابله (۱۹۵۱)؛ بر پایه رمان داستایفسکی
- زیستن (۱۹۵۲)
- هفت سامورایی (۱۹۵۴)
- من در ترس زندگی می‌کنم (۱۹۵۵)
- سریر خون (۱۹۵۷)؛ بر پایه مکبث از شکسپیر
- در اعماق (۱۹۵۷)؛ بر پایه نمایشنامه ماکسیم گورکی
- دژ پنهان (۱۹۵۸)
- آدم بد راحت می‌خوابد (۱۹۶۰)
- یوجیمبو (۱۹۶۱)
- سانجورو (۱۹۶۲)
- بهشت و دوزخ (۱۹۶۳)
- ریش قرمز (۱۹۶۵)
- تورا! تورا! تورا! (۱۹۷۰)؛ (غیررسمی)
- دودسکادن(۱۹۷۰)
- درسو اوزالا (۱۹۷۵)
- کاگه‌موشا (۱۹۸۰)
- آشوب (۱۹۸۵)؛ بر پایه تراژدی شاه لیر از شکسپیر
- رویاها (۱۹۹۰)
- راپسودی در ماه اوت (۱۹۹۱)
- مادادایو (۱۹۹۳)؛ آخرین فیلم کارگردانی‌شده توسط کوروساوا

### فیلم‌نامه‌نویس
- اسب (۱۹۴۱)؛ به کارگردانی کاجیرو یاماموتو
- انتقام‌گیری برای یک سامورایی (۱۹۵۲)؛ به کارگردانی کازئو موری
- شمشیر مزدور (۱۹۵۲)؛ به کارگردانی هیروشی ایناگاکی
- قطار افسارگسیخته (۱۹۸۵)؛ به کارگردانی آندری کونچالوفسکی
- بعد از باران (۱۹۹۹)؛ تاکاشی کوئیزومی فیلم‌نامه ناتمام کوروساوا را فیلم کرد.
- دورا-هیتا (۲۰۰۰)؛ کن ایچیکاوا فیلم‌نامه ناتمام کوروساوا را فیلم کرد.
- دریا در حال تماشا است (۲۰۰۲)؛ کی کومای فیلم‌نامه ناتمام کوروساوا را فیلم کرد.
- بازی ویدئویی نی او نیز براساس فیلمنامه‌ای ناتمام از این کارگردان ساخته شده است.

## جایزه‌ها
کوروساوا طی چند دهه فیلم‌سازی موفق شد جوایز معتبری از جشنواره‌های بین‌المللی به‌دست‌آورد که بخشی از آن‌ها عبارتند از:
- جایزه اسکار نامزد بهترین فیلم غیرانگلیسی در سال ۱۹۵۱ برای «راشومون»
- جایزه اسکار بهترین فیلم غیرانگلیسی در سال ۱۹۷۵ برای «درسو اوزالا»
- جایزه افتخاری آکادمی اسکار برای یک عمر دستاورد سینمایی در سال ۱۹۹۰
- نامزد بهترین کارگردانی اسکار برای فیلم «آشوب» در سال ۱۹۸۶
- جایزه بهترین فیلم‌نامه از آکادمی فیلم ژاپن در سال ۲۰۰۱ برای «آمه آگارو»
- جایزه بهترین فیلم خارجی از جوایز آکادمی فیلم انگلیس (بافتا) در سال ۱۹۸۷ برای «آشوب»
- جایزه بهترین کارگردانی از جوایز بافتا در سال ۱۹۸۰ برای «کاگه‌موشه»
- جایزه خرس نقره‌ای بهترین کارگردانی جشنواره برلین در سال ۱۹۵۹ برای «دژ پنهان»
- جایزه فدراسیون بین‌المللی منتقدان فیلم از جشنواره برلین در سال ۱۹۵۹ برای «دژ پنهان»
- جایزه ویژه سنای برلین از جشنواره فیلم برلین در سال ۱۹۵۴ برای «زیستن»
- چهار جایزه بهترین فیلم از جوایز ربان آبی ژاپن برای «آشوب»، «کاگه‌موشه»، «ریش‌قرمز» و «دژ پنهان»
- نخل طلای جشنواره کن در سال ۱۹۸۰ برای «کاگه‌موشه»
- جایزه بهترین فیلم خارجی جوایز سزار فرانسه در سال ۱۹۸۱ برای «کاگه‌موشه»
- سه جایزه بهترین کارگردانی از جوایز سینمایی دیوید دی دوناتلو ایتالیا برای فیلم‌های «آشوب»، «کاگه‌موشه» و «درسو اوزالا»
- نشان یک عمر دستاورد سینمایی از انجمن کارگردانان آمریکا در سال ۱۹۹۲
- جایزه انجمن منتقدان فیلم فرانسه در سال ۱۹۷۸ برای «درسو اوزالا»
- جایزه بهترین کارگردان سال از انجمن منتقدان فیلم لندن در سال ۱۹۵۸ برای «آشوب»
- نشان یک عمر دستاورد سینمایی از انجمن منتقدان فیلم لس‌آنجلس در سال ۱۹۸۵
- جایزه افتخاری دستاورد سینمایی جشنواره فیلم مسکو در سال ۱۹۷۹
- جایزه فدراسیون بین‌المللی منتقدان فیلم جشنواره مسکو در سال ۱۹۷۵ برای «درسو اوزالا»
- جایزه ویژه جوایز فیلم‌های ورزشی نیکان برای مجموعه آثارش در سال ۱۹۹۸
- راه‌اندازی جایزه «آکیرا کوروساوا» در جشنواره فیلم سانفرانسیسکو در سال ۱۹۸۶
- جایزه سازمان بین‌المللی سینمای کاتولیک از جشنواره سن‌سباستین در سال ۱۹۸۵ برای «آشوب»
- شیر طلایی افتخاری جشنواره ونیز در سال ۱۹۸۲
- جایزه جایزه سازمان بین‌المللی سینمای کاتولیک از جشنواره ونیز در سال ۱۹۶۵ برای «ریش قرمز»
- شیر نقره‌ای جشنواره ونیز در سال ۱۹۵۴ برای «هفت سامورایی»
- شیر طلایی جشنواره ونیز در سال ۱۹۵۱ برای «راشومون»
- نشان ارزشمند «لژیون دو اونور» فرانسه در سال ۱۹۸۴

## دربارهٔ فیلم‌ساز

### حرکت آزاد میان ژانرها و مکتب‌ها
سینمای آکیرا کوروساوا، برخلاف کارهای دو هموطن دیگرش، اوزو و میزوگوچی، بسیار متنوع و پردامنه است. او هر نوع فیلمی ساخته است و آن هم با مهارتی فوق‌العاده، از کمدی‌های سرگرم‌کننده، تا فیلم‌های رئالیستی عمیق، از قصه‌های سامورایی تا درام‌های جنایی مدرن. اما می‌توان گفت که عنصر شعر آن خط قرمزی است که از درون تمام این فیلم‌ها گذر می‌کند.
به کنار از سبک‌ها و گرایش‌های متنوع، فیلم‌های کوروساوا را می‌توان به دو دستهٔ کلی تقسیم کرد: فیلم‌های «جیدای‌گکی» که ماجراهای تاریخی و به ویژه داستان‌های اسطوره‌ای قهرمانان سامورایی را روایت می‌کنند و فیلم‌های «گندای‌گکی» که به مضامین اجتماعی روز می‌پردازند.

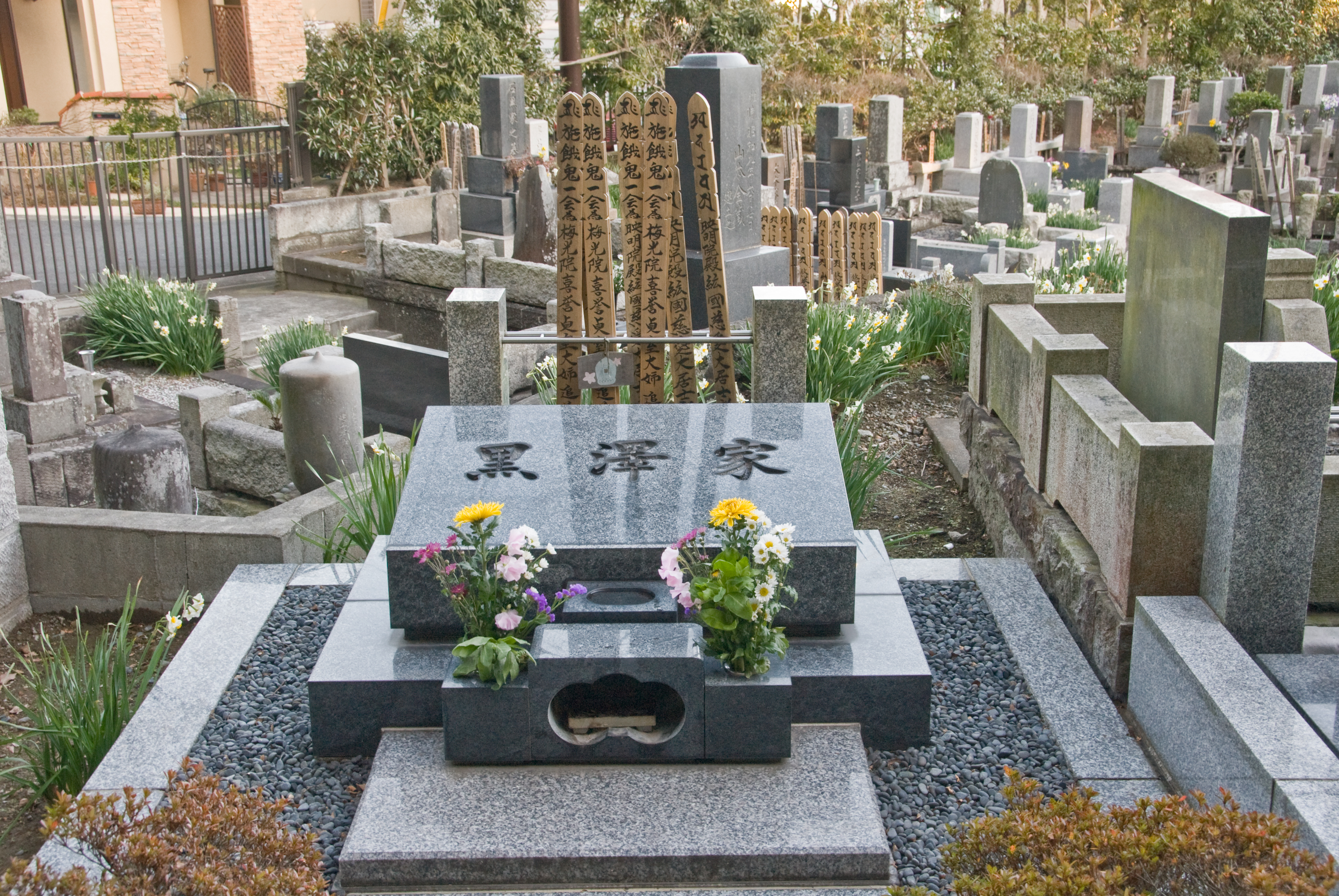
آرامگاه آکیرا کوروساوا

اگرچه کوروساوا در هر دو ژانر فیلم‌های درخشان و ماندگاری آفریده است، شهرت جهانی او بیشتر مرهون فیلم‌های سامورایی است که با بافت دراماتیک قوی، طنز هوشمندانه، ریتم تند، نوآوری‌های تکنیکی، فضاسازی و نورپردازی فوق‌العاده ارائه شده‌اند.

### استحکام بافت فیلم
در سینمای کوروساوا دو نکته چشمگیر است: یکی انسجام درونی بافت داستان و دیگری استحکام تکنیکی اثر. کوروساوا خود نویسنده‌ای ماهر بود و جزئیات فیلمنامه را با چیره‌دستی، ریزبینی، نکته‌سنجی و توازن دقیق تدوین می‌کرد. در ساختار سینمایی نیز، او در صحنه‌آرایی، فضاسازی، هدایت بازیگران و مونتاژ با مهارتی حرفه‌ای کار کرده است.
با تکیه بر این توانایی‌هاست که کوروساوا به راحتی هم با دستمایه‌های تاریخی و حماسی کار می‌کند، هم با داستان‌های مردم‌پسند و هم با متون دشوار ادبیات جهان.
نفوذ برخی از سبک‌های غربی، به ویژه فیلم‌های جنایی و سینمای وسترن در فیلم‌های این کارگردان آشکار است. کوروساوا به ویلیام شکسپیر و داستایفسکی عشق می‌ورزید. اقتباس‌های سینمایی او از آثار شکسپیر (مکبث و شاه لیر)، داستایفسکی (رمان ابله) و ماکسیم گورکی (نمایشنامه «در اعماق») آثار سینمایی موفقی بوده‌اند.
گاهی به کوروساوا ایراد گرفته‌اند که نگاه خود را بیش از اندازه به «غرب» دوخته است.
اما باید به خاطر داشت که او از فرهنگ نمایشی ژاپن، تئاتر نو و کابوکی، سینمای مردمی ملت خود نیز بسیار چیزها آموخته و در سینمای خود بازتاب داده است.
از میان سینماگران ژاپنی، احتمالاً کوروساوا بیش از همکارانش به زبان جهانی سینما می‌اندیشید؛ او نه فقط دستاوردهای سینمای غرب را با کنجکاوی دنبال می‌کرد، بلکه علاقه داشت با تودهٔ تماشاگر غربی ارتباط برقرار کند.

### شیفتهٔ زیبایی واقعی
سینمای کوروساوا رئالیسمی پراحساس است، که قصد دارد با استفاده از تمام شگردهای نمایشی و افزارهای فنی تماشاگر را تحت تأثیر قرار دهد. شعر واقعیت باید هرچه صریح‌تر و شفاف‌تر، و با قدرت هرچه تمامتر بیان شود، تا بر دل تماشاگر بنشیند و او را تحت تأثیر قرار دهد.
کوروساوا به تخیل و احساس بازیگر اهمیت می‌داد. از بازیگران می‌خواست که به نقش‌ها با حس واقعی و قابل قبول جان بدهند. در اجرای طرح‌های سینمایی همیشه به واقعیت پای‌بند بود. در فیلم‌هایی مانند «زیستن»، «هفت سامورایی» و «دودسکادن» عنصر شعری موج می‌زند، اما واقعیت در هرحال برجسته و مقاوم باقی می‌ماند.
کوروساوا به عناصر طبیعت و تغییرات جوی علاقه‌مند بود و از آن برای القای مفاهیم حسی استفاده می‌کرد: رگبار تند در اولین صحنه «راشومون» و آخرین صحنه «هفت سامورایی»، گرمای طاقت‌فرسا در فیلم «سگ ولگرد»، برف آرام در فیلم «زیستن»، مه در «سریر خونین»، باد شدید در «یوجیمبو» و "درسو اوزالاً.

### تکنیک کار
سبک کار کوروساوا در خدمت هدف او یعنی بازآفرینی شاعرانهٔ واقعیت بود. او به استفاده از عدسی‌های بسته علاقه داشت که تصویر را اندکی «نرم» می‌کند و اجازه می‌دهد که چهره بازیگر از فاصله دور گرفته شود. دوربین نباید زیادی به هنرپیشه نزدیک شود و در بازی او مزاحمت ایجاد کند.
در فیلم‌برداری معمولاً از چند دوربین استفاده می‌کرد، تا بازی هنرپیشه با جابه‌جایی و دخالت مداوم دوربین مختل نشود و حس بازی از بین نرود. این شیوه دست او را در مونتاژ فیلم نیز که معمولاً خودش انجام می‌داد، باز می‌گذاشت.
کوروساوا استادی کمال‌گرا بود و برای رسیدن به بهترین تأثیرات سینمایی به‌طور مداوم و خستگی‌ناپذیر یک صحنه را تکرار می‌کرد، و گاه بازیگران و همکاران فنی خود را می‌آزرد. او همیشه با گروهی معین کار می‌کرد که او را می‌شناختند و از ذوق و سلیقه او باخبر بودند. کوروساوا نیز از ظرفیت‌ها و توانایی‌های آن‌ها اطلاع کافی داشت.
توشیرو میفونه، بازیگر نامی ژاپن، که با چهره جذاب، بازی روان و پرانرژی در ۱۶ فیلم با کوروساوا همکاری کرده بود، سرانجام پس از فیلم «ریش قرمز» همکاری خود را با او قطع کرد، و دیگر حاضر نشد در فیلم‌های او بازی کند.
ستاره اقبال کوروساوا حدوداً از سال ۱۹۷۰ با شکست تجارتی فیلم غم‌انگیز «دودسکادن»، تا حدی رو به افول گذاشت. پس از آن استاد با فیلم "درسو اوزالاً به بازگشتی افتخارآمیز دست زد. این فیلم در جشنواره فیلم مسکو (۱۹۷۵) جایزه بزرگ جشنواره را به دست آورد و در همان سال اسکار بهترین فیلم خارجی را از آن کوروساوا کرد.
آخرین فیلم کوروساوا به نام «مادادایو» (هنوز نه، محصول ۱۹۹۳) داستان زندگی یک نویسنده و استاد دانشگاه بازنشسته را روایت می‌کند، که شاگردان سابق همچنان به نزد او می‌آیند و او را به زندگی پیوند می‌دهند. گویی خود کوروساوا است که با فیلم‌هایش در میان ما زندگی می‌کند.

## کتاب
- گفتگو با کوروساوا، اثر برت کاردولو، ترجمه آرمان صالحی، نشر شورآفرین، چاپ دوم ۱۳۹۹.
- آکیرا کوروساوا، اثر شارل تسون، ترجمه نادر تکمیل همایون، نشر دیبایه، چاپ اول ۱۳۹۲